# Amortisseur d'harmoniques (moteur)

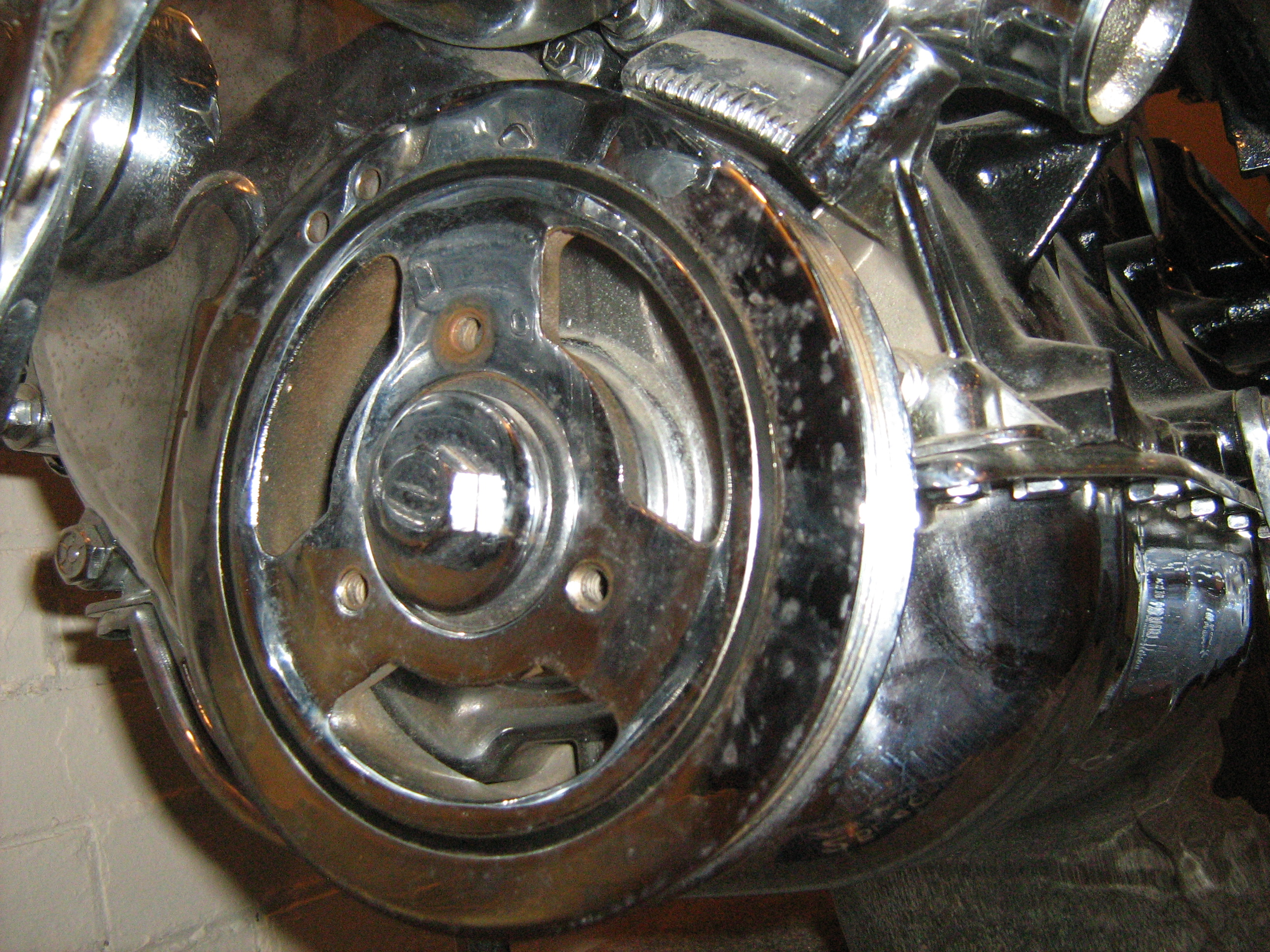
Poulie inférieure d'équilibrage harmonique sur un moteur quatre cylindres

Un amortisseur d'harmoniques est un dispositif monté sur l'extrémité libre (entraînement accessoire) du vilebrequin d'un moteur à combustion interne pour contrer les vibrations de torsion (en) et de résonance du vilebrequin. 
Cet appareil doit être ajusté serré au vilebrequin pour fonctionner de manière efficace, un ajustement optimal garantissant un déplacement parfait de l'ensemble avec le vilebrequin. Ce dispositif est essentiel sur les moteurs avec de longs vilebrequins (comme les moteurs 6 ou 8 cylindres en ligne) et les moteurs V8 à vilebrequin en croix. Les harmoniques et les vibrations de torsion peuvent réduire considérablement la durée de vie d'un vilebrequin ou provoquer une défaillance instantanée si celui-ci fonctionne à (ou à travers) une résonance amplifiée. Les amortisseurs sont conçus avec une masse et un diamètre spécifiques, qui dépendent du matériau et de la méthode d'amortissement utilisés, afin de réduire le facteur Q mécanique ou amortir les résonances du vilebrequin.
Un équilibreur d'harmoniques (parfois appelé amortisseur de vilebrequin, amortisseur de torsion ou amortisseur de vibrations) est la même chose qu'un amortisseur d'harmoniques, sauf que l'équilibreur comprend en plus un contrepoids afin d'équilibrer extérieurement l'ensemble rotatif. L'équilibreur d'harmoniques sert souvent de poulie pour les courroies d'entraînement d'accessoires faisant tourner l'alternateur, la pompe à eau et d'autres dispositifs entraînés par le vilebrequin.

## Besoins
Le besoin d'un amortisseur dépendra de l'âge de conception du moteur, de sa fabrication, de la résistance des composants, de la plage de puissance utilisable, de la plage de régime et surtout la qualité du réglage du moteur. Les réglages du moteur, en particulier dans les applications contrôlées par ordinateur, peuvent avoir un effet dramatique sur la durabilité, l'agressivité du réglage pouvant entraîner un risque de détonation du moteur potentiellement destructeur pour tous les composants de l'ensemble en rotation. Les moteurs modernes (globalement depuis 1988) DACT, les moteurs 4 cylindres SOHC à plat, 4 cylindres en ligne, 6 cylindres à plat, 6 cylindres en ligne, V6, 8 cylindres à plat et les V8 n'ont pas besoin de cet appareil. Avec ou sans la présence d'un amortisseur, un vilebrequin agira dans une certaine mesure comme un ressort de torsion. Les impulsions appliquées au vilebrequin par les bielles "s'enroulent" sur ce ressort, qui répond (comme un système ressort-masse) en se déroulant et se ré-enroulant dans la direction opposée. Généralement cet enroulement de vilebrequin est amorti naturellement. Cependant, à certaines vitesses de rotation du vilebrequin, un tel enroulement peut chevaucher la fréquence de résonance naturelle du vilebrequin, augmentant ainsi l'amplitude de la fréquence et conduisant éventuellement à des dommages sur le vilebrequin.

## Mouvement de torsion du vilebrequin et harmoniques
Chaque fois qu'un cylindre détonne, la force de la combustion est transmise au tourillon de tige de vilebrequin. Dans une certaine mesure sous l'effet de cette force, le tourillon de tige fléchit dans un mouvement de torsion. Les vibrations harmoniques résultent ainsi du mouvement de torsion exercé sur le vilebrequin. Ces harmoniques sont fonction de nombreux facteurs, y compris les fréquences créées par la combustion et les fréquences naturelles que les métaux produisent sous les contraintes de combustion et de flexion. Dans certains moteurs le mouvement de torsion du vilebrequin à certaines vitesses peut se synchroniser avec les vibrations harmoniques, provoquant une résonance. Dans certains cas, cette résonance peut solliciter le vilebrequin au point que celui-ci se fissure ou se rompe complètement.

## Contrer la torsion du vilebrequin et les vibrations harmoniques
L'équilibreur d'harmoniques aide à minimiser les harmoniques de torsion du vilebrequin et la résonance. L'amortisseur est composé de deux éléments : une masse inertielle et un élément dissipateur d'énergie. Cet éléments, le plus souvent en caoutchouc, peut-être composé d'un élastomère synthétique, d'un embrayage, d'un ressort ou d'un fluide. La masse contrecarre les mouvements de torsion du vilebrequin et, de concert avec l'élément dissipateur d'énergie, absorbe les vibrations harmoniques.

## Construction
Un amortisseur original se compose d'une masse externe collée/vulcanisée sur un moyeu interne. Un amortisseur de remplacement performant se compose d'une masse fixée ou montée sur un boîtier (acier, aluminium, titane, etc.) en fonction des différents types d'amortisseur. Dans ce cas la masse est contrôlée différemment.
Les trois premiers systèmes utilisent une technologie plus ancienne :
- Le premier type d'amortisseur est un liquide entourant une masse immergée dans un boîtier. Les deux éléments sont collés ou soudés ensemble.
- Le second est de type à joint torique. Un certain nombre de joints toriques entourent la masse lorsqu'elle se trouve dans son logement.
- Le troisième est de type à friction avec des embrayages et un ressort agissant sur la masse à l'intérieur du boîtier extérieur.
- Le quatrième type est le plus récent. La masse repose attachée à une bague en élastomère qui est ensuite fixée au boîtier externe. Pour répondre à la torsion vilebrequin et amortisseur deviennent alors un système ressort-masse-amortisseur ne pouvant fonctionner que par un ajustement serré.

## Conception du moteur, matériaux et autres facteurs

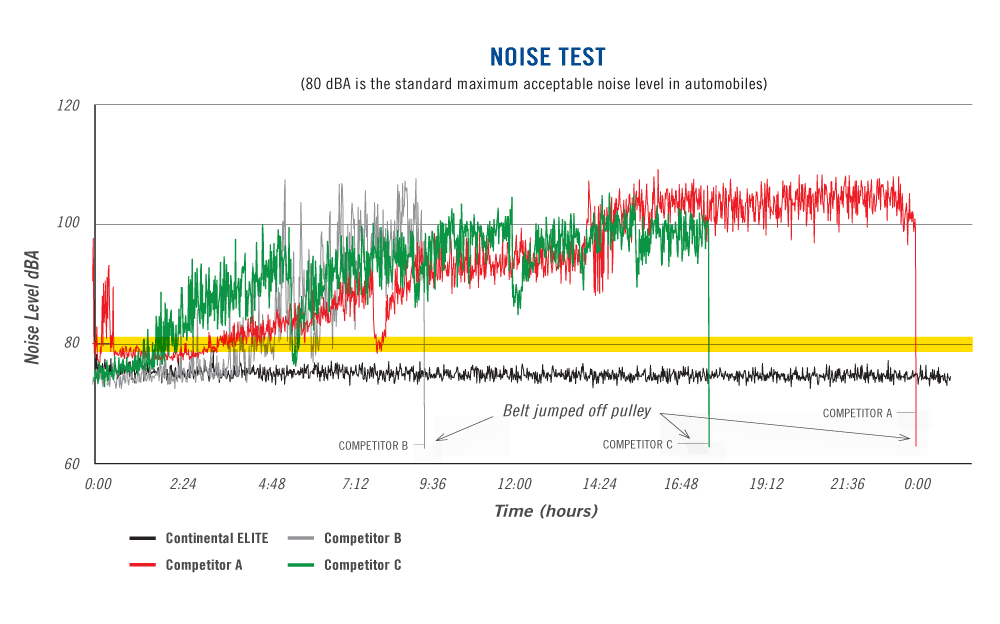
Graphique comparatif des NVH audibles, en particulier depuis le compartiment moteur

Au fil du temps, le développement des moteurs a progressé continuellement dans presque tous les domaines; des matériaux utilisés, à son fonctionnement ainsi que dans son utilisation. De nombreuses avancées ont été menées par les constructeurs japonais, ceux-ci ayant fait de la qualité et de la durabilité la pierre angulaire de leurs programmes. Les Japonais ont fait progresser l'utilisation des vilebrequins forgés avec des assemblages rotatifs à 0 gramme d'équilibre. Les vilebrequins forgés sont beaucoup plus solides et sont beaucoup moins susceptibles de présenter un mouvement de torsion nuisible du vilebrequin, ce qui atténue également les fréquences harmoniques. Cette progression a également vu l'ajout de bielles et de pistons forgés initialement dans les moteurs suralimentés et plus récemment dans les moteurs atmosphérique. L'utilisation de ces composants forgés augmente la rigidité du moteur, ce qui réduit encore davantage les problèmes de dommages au vilebrequin. Avec l'avènement de la conception assistée par ordinateur et de l'analyse qualité des éléments finis, les fabricants peuvent désormais trouver et repenser les éléments les plus faibles. Indépendamment de certaines de ces améliorations, certains moteurs comme le V8 traditionnel ont un ordre d'allumage sujet à des harmoniques excessives par nature nécessitant l'utilisation de cet appareillage. Le V8, traditionnellement utilisé dans les moteurs plus exotiques, ne souffre pas d'harmoniques excessives et peut donc utiliser un dispositif solide sans amortisseur. Les moteurs modernes, essentiellement depuis 1988, n'ont plus besoin de cet appareil. Au fil des années, bon nombre de ces moteurs ont été équipés d'un vilebrequin en fonte, de poulies en aluminium ou d'un amortisseur d'harmoniques afin de réduire les bruits du moteur entendus dans l'habitacle. Les NVH (« Noise, Vibration and Harshness » ou Bruit, vibrations et dureté) sont un des éléments les plus importants dans les prises de décisions des fabricants d'équipement pour véhicules. Par ailleurs, les poulies de ces moteurs sont généralement montées de manière lâche avec un ajustement annulant tout potentiel d'agir comme un amortisseur de protection du moteur. Continental a récemment fourni des informations détaillées sur le bruit maximal acceptable (NVH) qui devrait être entendu sous le capot moteur dans son programme Elite Belt.

## Localisation
L'amortisseur doit être monté à l'avant du moteur (à l'opposé de l'embrayage ou de la transmission) juste au-delà du couvercle de la chaîne de distribution, des engrenages ou de la courroie, et derrière la poulie d'entraînement accessoire (qui peut être à un ou plusieurs V, serpentins ou courroies crantées). Dans les véhicules plus anciens, la poulie et l'amortisseur étaient des éléments distincts et boulonnés ensemble. Sur les modèles de véhicules récents, les deux éléments ont été combinés en un seul. Les marques de calage sont presque toujours gravées pour permettre le réglage du calage de l'allumage.

## Entretien
Les amortisseurs sont principalement fabriqués avec du caoutchouc comme agent de liaison entre le moyeu intérieur et la masse extérieure. Le caoutchouc est sensible aux facteurs opérationnels et environnementaux et n'a qu'une capacité limitée de résistance face aux températures de fonctionnement ainsi qu'à tous les fluides susceptibles de pénétrer dans l'amortisseur. Le caoutchouc est également sensibles aux basses températures qui peuvent le rendre cassant. Toute fissuration de l'élastomère (caoutchouc) est un indicateur immédiat de la nécessité de remplacer l'ensemble. Les amortisseurs d'origine doivent être équilibrés, sauf s'ils agissent comme un équilibreur externe (Harmonic Balancer), car la qualité des matériaux (généralement en fonte ou en métal fritté) ne se prête pas à des spécifications d'équilibre acceptables ou parfaites dès la fabrication. La plupart des amortisseurs de rechange sont reconditionnables, à l'exclusion de ceux de type fluide. Lorsqu'ils sont utilisés en compétition (dragster, piste circulaire, course sur route, etc.) ils nécessitent une inspection régulière pour assurer leur bon fonctionnement. Lorsqu'il est utilisé sur des véhicules routiers, le fabricant de l'amortisseur peut fournir des intervalles d'inspection et d'entretien basés sur les caractéristiques du moteur sur lequel l'amortisseur est utilisé.

## Effets du retrait
Certains amateurs de performances suppriment l'équilibreur harmonique, estimant que sa masse réduit les performances du moteur. Le retrait de cet élément d'un moteur traditionnel est très sensible en raison du risque d'endommagement du vilebrequin. Si l'ensemble mobile embarque un poids permettant d'équilibrer l'ensemble rotatif, les effets de son retrait peuvent être ressentis immédiatement avec des dommages importants.

## Origines de l'invention
Frederick Henry Royce et Frederick W. Lanchester ont tous deux revendiqué l'invention de l'amortisseur de vibrations. Les dernières recherches montrent que Rolls-Royce utilisait un amortisseur de vibrations à glissement de vilebrequin (friction) sur leurs modèles 1906 30HP. Cependant, Royce n'avait pas fait breveter son invention. Lanchester avait théorisé et développé une conception visqueuse multi-plaques en 1910 (brevet no 21 139, 12 septembre 1910). Royce développa un amortisseur visqueux en 1912, qui a ensuite été développé et appliqué au moteur B60 des années 1950.